# FC Amsterdam
Der FC Amsterdam war ein niederländischer Fußballverein aus Amsterdam. Der 1972 durch eine Fusion entstandene Verein spielte zwischen 1972 und 1978 sechs Jahre in der Eredivisie, der höchsten Spielklasse, und war von 1978 bis zur Vereinsauflösung 1982 vier Jahre zweitklassig. Der bekannteste Spieler des Vereins, der 1974/75 am UEFA-Pokal teilnahm, ist Jan Jongbloed, der bei der Weltmeisterschaft 1974 das Tor der niederländischen Nationalmannschaft hütete und mit ihr Vizeweltmeister wurde.

## Geschichte
Der Verein entstand am 20. Juni 1972 durch die Fusion der Profibereiche des 1902 gegründeten Blauw Wit BV und des 1907 als Fortuna gegründeten Amsterdamsche FC DWS. Zur Saison 1973/74 kam die Profiabteilung von De Volewijckers hinzu, die 1920 den Spielbetrieb aufgenommen hatten.
Die drei Vereine blieben im Amateurbereich bestehen und existieren bis heute. Der FC Amsterdam nahm den Platz in der Ehrendivision ein.
Der größte Erfolg des Vereins war die Teilnahme am UEFA-Pokal 1974/75. Der Verein kam ins Viertelfinale, scheiterte dann aber am 1. FC Köln. 1978 stieg der FC Amsterdam in die Eerste Divisie ab. Aufgrund mangelnden Zuschauerzuspruchs wechselte man 1980 in das alte Stadion von Blauw-Wit. Zwei Jahre später, 1982, wurde der Verein aufgelöst.

## Bekannte ehemalige Spieler
- 1972–1973 Wietze Couperus
- 1972–1977 Jan Jongbloed
- 1974–1977 Hendrikus Otto
- 1973–1981 Dennis van Wijk, ehemaliger Jugendspieler